# Wahlkreis Uusimaa
Der Wahlkreis Uusimaa (finnisch Uudenmaan vaalipiiri, schwedisch Nylands valkrets; Wahlkreis 02) ist einer von 13 finnischen Wahlkreisen für die Wahlen zum finnischen Parlament und zum Präsidenten der Republik Finnland. Er umfasst die finnische Landschaft Uusimaa, ausgenommen der Hauptstadt Helsinki, die einen eigenen Wahlkreis bildet. Bei den Parlamentswahlen stehen jedem Wahlkreis orientiert an der Einwohnerzahl eine bestimmte Anzahl von Mandaten im Parlament zu, dem Wahlkreis Uusimaa derzeit 36 Sitze.
Bis zur Parlamentswahl 1951 gehörte die finnische Hauptstadt Helsinki zu Uusimaa, seit Parlamentswahl 1954 bildet sie einen eigenen Wahlkreis. Bis dahin und wieder seit der Parlamentswahl 1975 stellt Uusimaa die meisten Abgeordneten.